# Decapitare

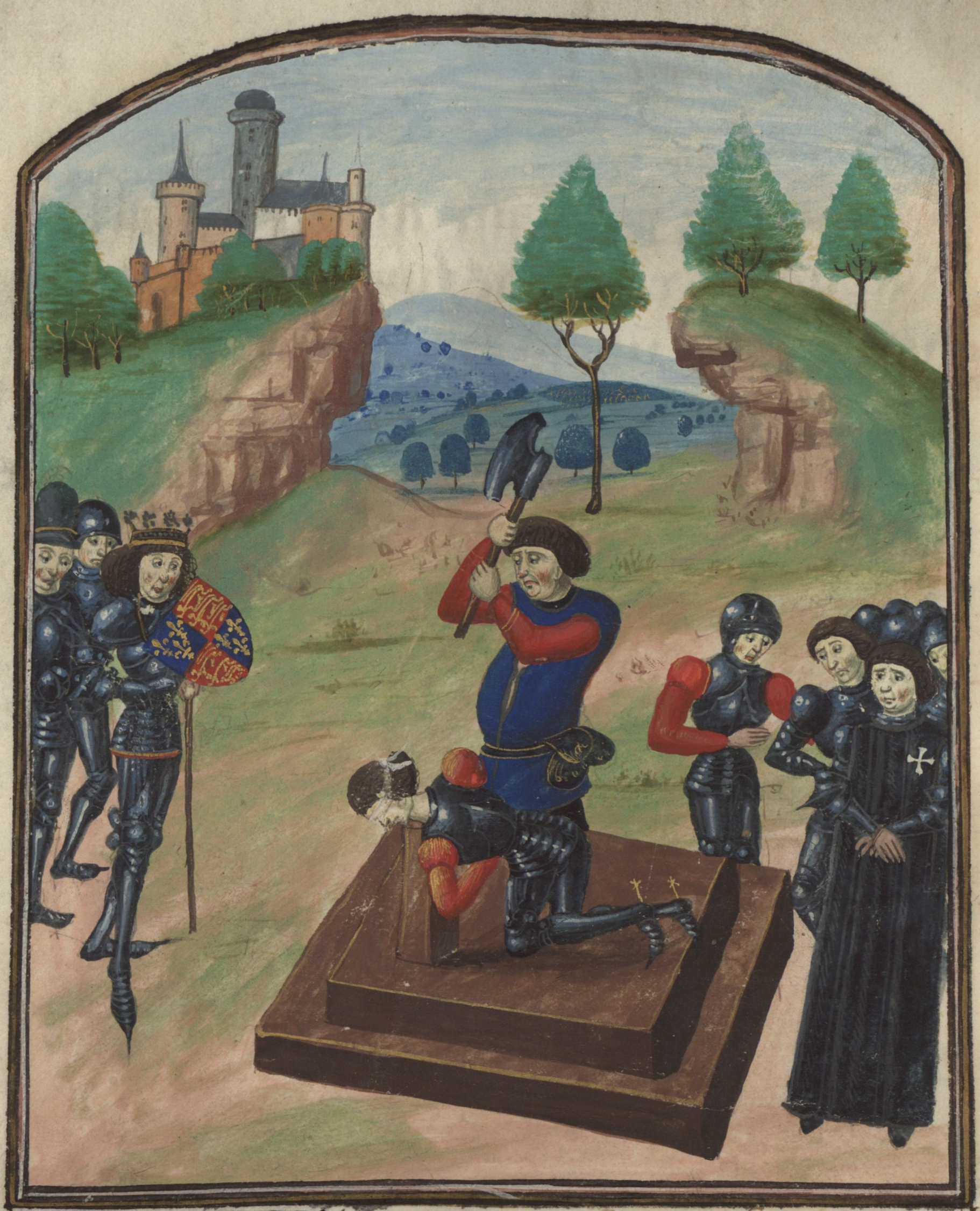
Tăierea capului lui Edmund Beaufort, al patrulea duce de Somerset, în 1471, la Tewkesbury. Edward al IV-lea stă și privește. Miniatură restaurată din "Histoire de la rentrée victorieuse du roi Edouard IV en son royaume d'Angleterre".

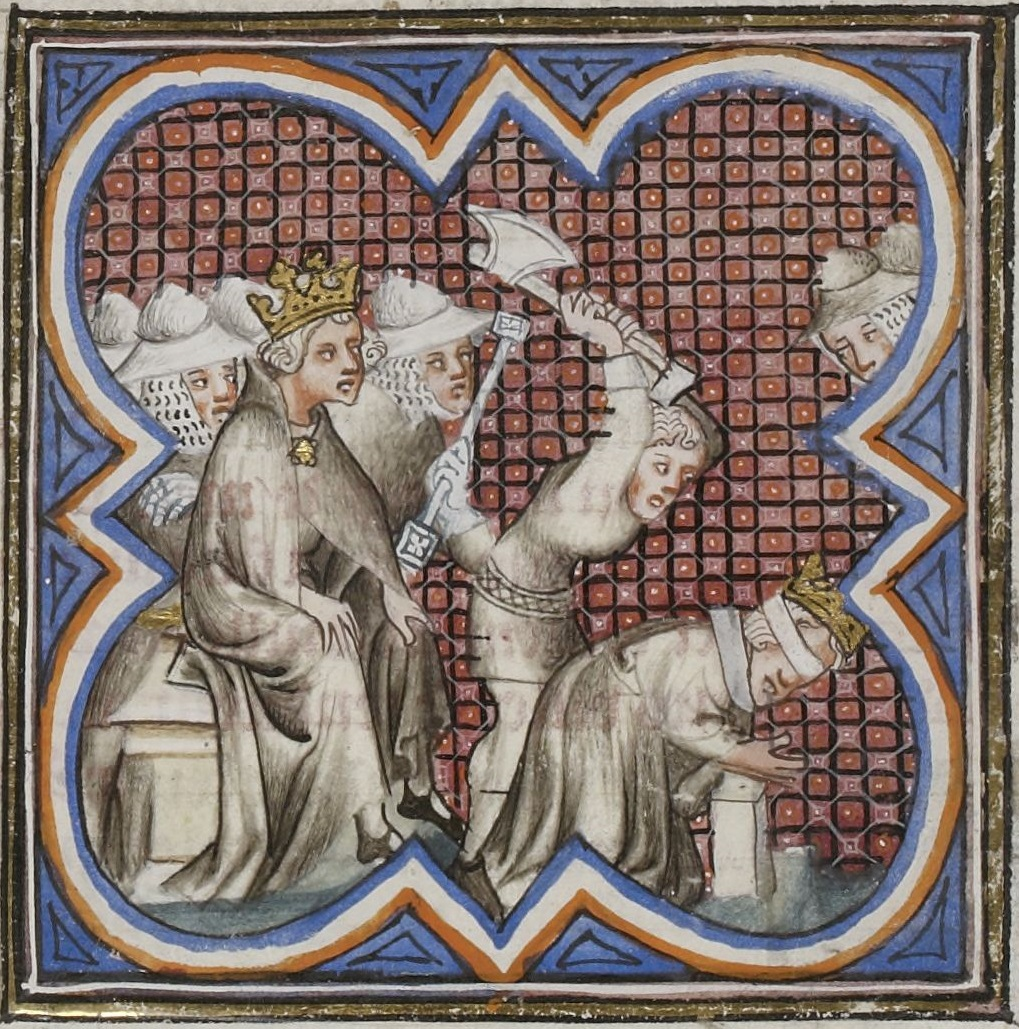
Petru I decapitat la ordinul lui Henric al II-lea al Castiliei. Sursa: Manuscris din secolul al XV-lea ("Grandes Chroniques de France": Bibliothèque nationale de France).

Decapitare (franceză : décapiter) are sensul general de a separa capul de corp, prin tăiere, cea mai obișnuită fiind acțiunea de a separa capul bovinelor de corpul lor la abator.
În sens juridic, decapitare înseamnă a executa un condamnat la moarte prin tăierea capului, de către călău.
În Evul Mediu se considera că decapitarea, spre deosebire de spânzurare, nu este o metodă de execuție dezonorantă, drept pentru care aceasta era rezervată nobilimii.
Au existat personaje ilustre care au sfârșit decapitate, între care: Anne Boleyn, Galba, Constantin al XI-lea Paleologul, Maria Stuart, Ludovic al XVI-lea al Franței, Maria Antoaneta, Papa Ștefan I, Papa Sixt al II-lea, Vladislav al III-lea al Poloniei, sau chiar decapitați post mortem, ca: Oliver Cromwell, Ioan Iacob Heraclid și Vlad Țepeș, dar și domnitori români ca: Ștefan Tomșa, Ștefan Răzvan, Nicolae Mavrogheni, Ioan Potcoavă, Gaspar Graziani, Constantin Hangerli, Vlad al V-lea cel Tânăr, Alexandru Cornea.
În Transilvania, ultima execuție prin decapitare cu spada s-a produs în Piața Mare din Sibiu, în apropierea statuii lui Roland, pe 5 decembrie 1703, executat fiind comitele Johann Sachs von Harteneck, ce fusese ridicat la rangul de cavaler cu numai cinci ani în urmă de către împăratul Leopold I. 
La 10 mai 1944 d.C., la Stuttgart, militanta Olga Bancic a fost condamnată de naziști la moarte prin decapitare.
La 9 septembrie 1944, la Iara, județul Cluj, a avut loc un incident în care autoritățile horthyste au ucis 98 de români, prin decapitare.
Cea mai „modernă” metodă de decapitare, până la abolirea acestei pedepse, a fost tăierea capului cu ghilotina.
Sute de oameni sunt uciși anual prin tăierea capului, chiar și în mileniul III.
În anul 2008, până la sfârșitul lunii august, în Arabia Saudită au avut loc nu mai puțin de 70 de execuții prin decapitare, dar recordul a fost de 153 de execuții, în 2007.